# Dog Factory
Dog Factory je americký němý film z roku 1904. Režisérem je Edwin S. Porter (1870–1941). Film trvá zhruba 4 minuty a premiéru měl v květnu 1904.

## Děj
Film zachycuje dva muže, jak obstarávají stroj, který dokáže přeměnit psy na klobásy a naopak.